# درباره طبیعت (هراکلیتوس)
درباهٔ طبیعت نام کتابی است که به هراکلیتوس، فیلسوفِ یونانی نسبت می‌دهند. زندگی‌نامه‌نویسانِ باستانی علاوه بر هراکلیتوس، به فیلسوفان دیگرِ پیشاسقراطی نیز کتابی با همین نام نسبت می‌دهند.
در صحتِ این انتساب شک و تردید وجود دارد. برخی از محققین مانند چارلز کان معتقدند که هراکلیتوس، خود، این کتاب را نوشته، و همین مسئله وجه تمایزِ هراکلیتوس از دیگر فیلسوفانِ آن عصر می‌باشد. چنان‌که در آن زمان فلسفه به صورت شفاهی بوده، ولی هراکلیتوس اندیشه‌های فلسفی خویش را به صورت مکتوب در آورده است.
اما دیگران معتقدند با توجه به سبکِ گفتارهایی که از وی در نوشته‌های تاریخ‌نگاران باقی مانده‌است، می‌توان گفت که این قطعات از «متنی تنظیم‌شده»، یا یک کتاب نقل نشده‌اند؛ بلکه بیشتر شبیه به گفته‌هایی است که هراکلیتوس در موقعیت‌های مختلف بر زبان رانده است.
البته عدمِ وجودِ چنین کتابی بعید به نظر می‌رسد؛ چراکه ارسطو در نقل‌کردن از گفته‌های هراکلیتوس، به کتابِ وی اشاره می‌کند، کتابی که گویا ارسطو خودش در اختیار داشته است؛ بنابراین بهترین حالت ممکن این است که کتابِ مورد نظر را شاگردان هراکلیتوس، از جمع‌آوریِ گفته‌ها و آموزه‌های هراکلیتوس گردآوری کرده باشند.
این کتاب بر اساس گفته‌های تاریخ‌نویسان، دارای سه بخش، به نام‌های: طبیعات، اخلاق و سیاست بوده‌است. البته این تقسیم‌بندی را نیز برخی از محققین، تقسیم‌بندی‌ای رواقی می‌دانند و از خودِ هراکلیتوس نمی‌دانند.
گفته می‌شود که هراکلیتوس این کتاب را به معبد آپولون سپرد تا به دست مردم نیفتد و از گزندِ مردم در امان باشد.